# Жоффрей де Віллардуен

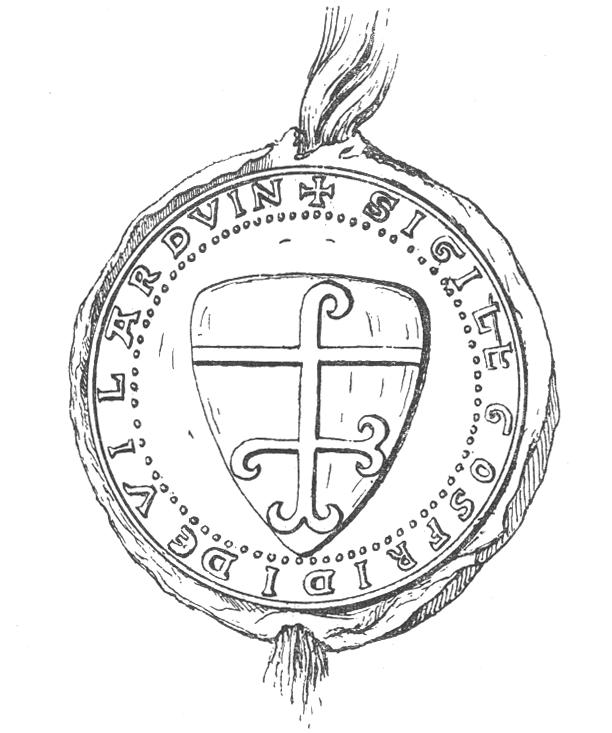
Печатка Жоффрея де Віллардуена

Жоффрей де Віллардуен (1150-1218) — політичний та військовий діяч Франції та Латинської імперії, учасник Третього та Четвертого хрестових походів, історик.

## Життєпис
Народився у замку Віллардуен (Шампань) у родині Віллі де Віллардуена. У молоді роки перейшов у почт графів Шампанських. У 1172 році стає лицарем. Після цього почав швидко просуватися по державній службі. У 1185 році стає маршалом Шампані. Тоді це був третій за значенням титул графства — після сенешаля та конетабля. У 1190 році Жоффрей взяв участь у Третьому хрестовому поході у почті нового графа Шампанського Генріха II. У липні того ж року він прибув до Святої Землі. Тут де Віллардуен взяв участь в облозі Акри. Під час боїв з сарацинами він потрапив у полон й зміг повернутися до Шампані лише в 1194 році.
У Шампані Жоффрей де Віллардуен отримав посаду члена ради при регентці графства Марії. Завдяки цьому він став одним з найвпливовіших сеньорів не тільки Шампані, а й Франції. Тому недивно, що саме де Вілларудену було доручено організацію та підготовку нового хрестового походу до Єгипту. Як представник графа Тібо III Шампанського Жоффрей став 1199 року своєрідним «начальником штабу» хрестового походу. Вів у лютому 1201 року перемовини з дожем Венеції Енріко Дандоло, домовившись про надання хрестоносцям венеціанського флоту. На чолі хрестового походу завдяки де Віллардуену обрано графа Тібо III Шампанського, але незабаром (24 травня 1201 року) він раптово помер.
Жоффрей де Віллардуен запропонував новим командувачем війська хрестоносців маркграфа Боніфація Монферратського, а сам займався координацією дій окремих загонів хрестоносців. В цей час до лицарів звернувся Олексій, син скинутого візантійського імператора Ісаака II Ангела з проханням допомогти повернути владу, а натомість обіцяв високу нагороду.
Жоффрей де Віллардуен брав участь у першому захопленні Константинополя у липні 1203 року. Хрестоносці відновили Ісаака II на троні Візантії. Втім, той не зміг виконати вимоги хрестоносців. Саме де Віллардуену доручили оголосити імператорові ультиматум. Після цього Жоффрей взяв участь у другому захоплені Константинополя 1204 року. За значні досягнення у справі завоювання Візантії де Віллардуена призначено маршалом Романії. Тепер його титул був Маршал Романії та Шампанії.
Після цього Жоффрей де Віллардуен брав участь у політичних та військових справах Латинської імперії. 1205 року був серед військовиків під час битви з болгарським військом при Адріанополі. Після поразки та потрапляння у полон імператора Балдуїна I Фландрського де Віллардуен очолив армію хрестоносців, з якою відступив до міста Родосто на з'єднання з братом імператора Генріхом де Ено. За збереження війська де Віллардуен отримав місто Мессінополь у Фракії.
Останні роки життя де Віллардуен прожив у Константинополі, займаючи провідні позиції в уряді Латинської імперії.

## Творчість
Основною історичною робою Жоффрея де Віллардуена є «Завоювання Константинополя». Вона написана французькою мовою. Де Віллардуен намагався об'єктивно висвітлювати усі події Четвертого хрестового походу.